# Massimo Bitonci
Massimo Bitonci (Padova, 24 giugno 1965) è un politico italiano, dal 2 novembre 2022 sottosegretario di Stato al Ministero delle imprese e del made in Italy.

## Biografia
Nato a Padova il 24 giugno 1965, è sposato e ha tre figli.
Si è laureato nel 1991 in economia e commercio all'Università Ca' Foscari di Venezia e svolge la professione di dottore commercialista e revisore legale. Ha lavorato alla PricewaterhouseCoopers, partecipando alla certificazione di numerose società, anche quotate.
Ha giocato in passato a rugby, è fondatore del Rugby Cittadella, della franchigia Padova Rugby e dei Maratoneti Cittadellesi, partecipando a gare podistiche e maratone in Italia e all'estero.

## Attività politica

### Vicesindaco di Cittadella
Iscrittosi alla Lega Nord di Umberto Bossi nel 1993, ricopre il ruolo di vicesindaco e assessore al bilancio del comune di Cittadella dal 1994 al 2002 nelle giunte comunali leghiste presiedute da Lucio Facco. Nel 1998 partecipa alla scissione della Liga Veneta Repubblica (quale sezione della Liga Veneta) dalla Lega Nord.

### Sindaco di Cittadella
Alle elezioni comunali in Veneto del 2002 viene eletto sindaco di Cittadella, sostenuto da una coalizione formata dalla Liga Veneta Repubblica (che ha cambiato nome in Liga Fronte Veneto) e liste civiche, sconfiggendo al ballottaggio con il 50,9% il candidato di Forza Italia e liste di centro-destra Stefano Svegliado (49,1%)., cinque anni dopo ottiene per il secondo mandato al primo turno con il 56,54%, appoggiato da Lega Nord, Alleanza Nazionale e altre civiche, rimanendo in carica fino al 7 maggio 2012.
A novembre 2007 emana un'ordinanza che impone ai cittadini stranieri l'obbligo di dimostrare di disporre di un reddito minimo per poter richiedere l'iscrizione anagrafica alle liste dei residenti del comune di Cittadella, ispiratrice del cosiddetto "Decreto Sicurezza" dell'allora Ministro dell'interno Roberto Maroni. L'ordinanza è stata da più parti bollata come razzista e discriminatoria, oltre che illegale. Per tale provvedimento Bitonci è stato inquisito dalla magistratura di Padova che tuttavia, successivamente, procedette all'archiviazione del fascicolo. Numerosi altri comuni hanno adottato normative simili, che sono sfociate in condanne da parte dei tribunali locali.
Negli anni trascorsi a capo dell'amministrazione di Cittadella acquisisce la fama di sindaco sceriffo.
Il 6 luglio 2010 è stato nominato vicepresidente dell'Associazione Nazionale Comuni Italiani (ANCI), rimanendo in carica fino al 2015, oltre che a presiedere la Consulta Sicurezza e Legalità. È inoltre segretario cittadino della sezione di Padova della Lega Nord-Liga Veneta e componente del direttivo federale della Lega Nord dal 2012.

### Deputato e capogruppo della Lega al Senato

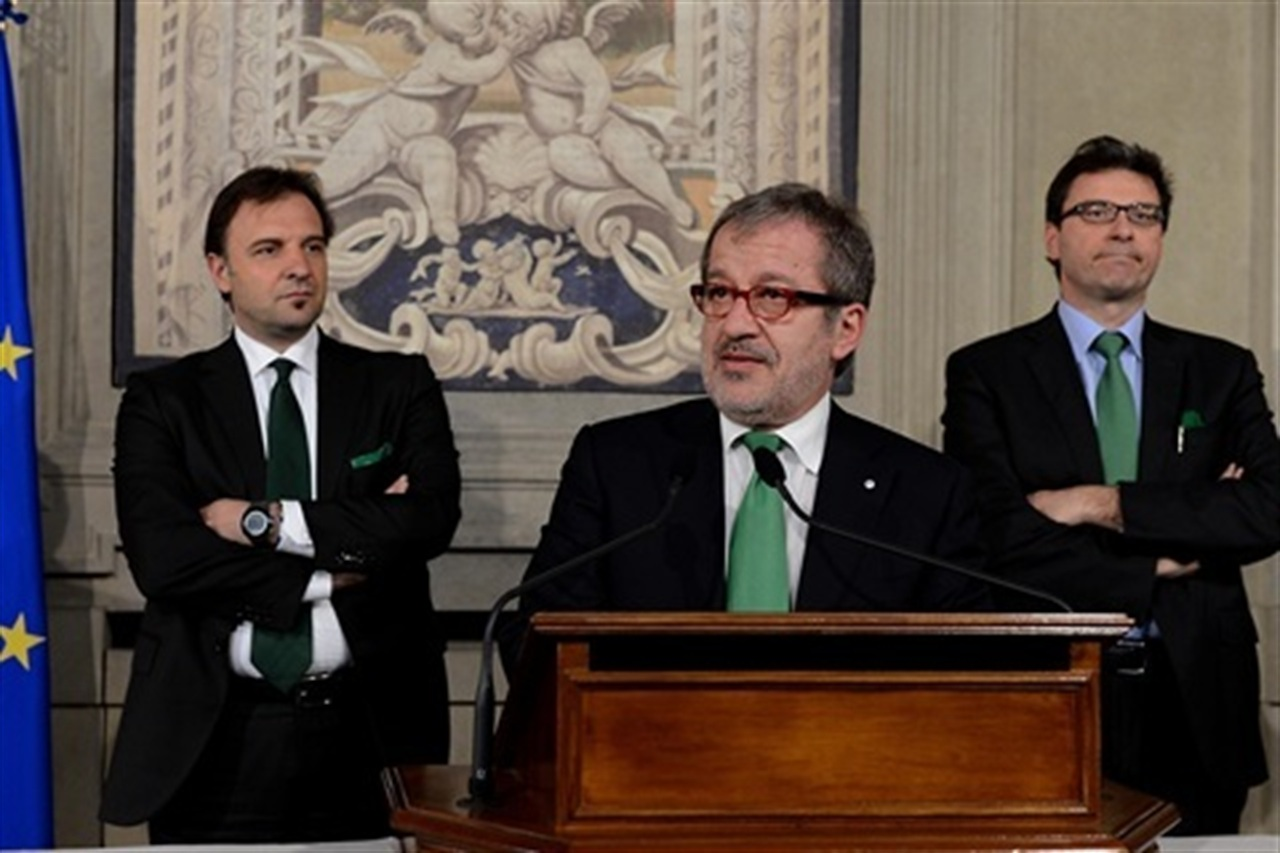
Bitonci e Giancarlo Giorgetti con Roberto Maroni durante le consultazioni al Quirinale del 2013

Alle elezioni politiche del 2008 viene candidato alla Camera dei Deputati in sesta posizione ed eletto per la circoscrizione Veneto 2 nelle liste della Lega Nord, ricoprendo congiuntamente l'incarico di sindaco fino al 7 maggio 2012. Nella XVI legislatura è stato capogruppo della Lega Nord in 5ª Commissione Bilancio, tesoro e programmazione e vicepresidente della commissione bicamerale di controllo sulla Cassa Depositi e Prestiti.
Nel 2012 è rieletto consigliere comunale di Cittadella; inoltre, al congresso di Padova si candida alla segreteria della Liga Veneta, partendo da posizioni di vicinanza a Umberto Bossi, ottenendo 178 voti (pari al 42%) e venendo battuto dall'altro candidato, il sindaco di Verona Flavio Tosi, sostenuto da Roberto Maroni.
Alle elezioni politiche del 2013 viene candidato ed eletto al Senato della Repubblica nella circoscrizione Veneto da capolista della Lega Nord, di cui diviene capogruppo. Rimane in carica fino all'elezione a sindaco di Padova, dimettendosi il 2 luglio 2014; al suo posto subentra Paolo Tosato. Nella XVII legislatura è stato componente delle diverse Commissioni Giustizia, Bilancio e Agricoltura e produzione agroalimentare, oltre che membro della Commissione speciale su atti urgenti del Governo, della Commissione parlamentare per l'indirizzo generale e la vigilanza dei servizi radiotelevisivi e della delegazione parlamentare presso l'assemblea parlamentare della NATO.

### Sindaco di Padova
Alle elezioni amministrative del 2014 si è candidato a sindaco di Padova, sostenuto da una coalizione di centro-destra formata dalle liste: Forza Italia, Lega Nord, Fratelli d'Italia e le liste civiche "Bitonci Sindaco", "Prima Padova" e "Lista Cappelli - Officina per Padova". Al primo turno ottiene il 31,42% dei voti, principalmente in alcuni quartieri di Padova dove il problema della sicurezza è più sentito e la campagna elettorale ha fatto più presa, accedendo a sorpresa al ballottaggio contro Ivo Rossi del centro-sinistra (33,76%), vicesindaco uscente e facente funzioni di sindaco dopo la nomina di Flavio Zanonato a Ministro dello sviluppo economico. Al ballottaggio dell'8 giugno 2014 vince con il 53,5% dei voti contro il 46,5% di Rossi, grazie all'appartamento con il candidato arrivato terzo al primo turno Maurizio Saia (ex parlamentare di AN, PdL e FLI) e la lista civica "Idea Padova", venendo eletto sindaco della città veneta, che diventa il comune più grande governato dalla Lega.
Il 6 marzo 2016 viene eletto all'unanimità presidente della Liga Veneta dal Consiglio convocato a Noventa Padovana, su proposta del segretario Gianantonio Da Re.
Nel 2016, assieme a Giovanni Toti, si schiera nella campagna referendaria per il "No" alla riforma costituzionale Renzi-Boschi proposta dal governo Renzi.

#### Amministrazione della città
Appena insediatosi Bitonci persegue una linea dal pugno di ferro in città contro l'accattonaggio, contro la prostituzione e per combattere la microcriminalità, oltre a scagliarsi contro la concessione della "Palestra Giotto" all'Associazione marocchina di Padova per effettuare le celebrazioni in vista del Ramadan, esprimendo una dura posizione sui migranti salvati con l'operazione Mare Nostrum, che porterà altri 778 migranti in fuga dall'Africa in Veneto: "L'arrivo di altri profughi lancia un sospetto: che le destinazioni vengano disposte ad orologeria".
A dicembre 2014 cancella oltre 112 000 multe degli autovelox inflitte ai suoi cittadini, fatto sulla probabile necessità di rivedere gli impianti, manovra possibile grazie all'imminenza del Natale e dal fatto che le sanzioni non erano ancora verbalizzate, quindi nemmeno contabilizzati i milioni di euro che avrebbero portato in cassa. Come calcolato, secondo i quotidiani locali, da quelle multe Padova avrebbe potuto incassare tra i 6 e i 7 milioni al mese.
Nel 2015 emana un'ordinanza che vieta l'entrata a chi non accompagna bambini nel parco pubblico Cavalleggeri del centro, dove a pochi metri ci sono le "tendopoli degli immigrati", un'ordinanza interpretata da molti come un divieto di entrata per i migranti.

#### Caduta della giunta comunale
A ottobre 2016 la sua giunta comunale, che si reggeva sulla maggioranza consiliare di un solo voto, entra in crisi con il passaggio del consigliere della lista "Bitonci Sindaco" Riccardo Russo a Centro Democratico, schierato all'opposizione comunale. Inoltre, anche Forza Italia era divisa nell'appoggio alla maggioranza, venendo accusato di avere uno stile di leadership troppo accentratore e di non dare abbastanza importanza al loro contributo.
Tra le dimissioni dei consiglieri di Forza Italia e il passaggio della consigliera Fernanda Saia (sorella di Maurizio) all'opposizione, nonostante gli appelli di Niccolò Ghedini e Matteo Salvini, la sera dell'11 novembre 2016 la maggioranza del consiglio comunale di Padova si dimette (17 consiglieri comunali), sfiduciando di fatto il sindaco e portando alla caduta della sua giunta.

#### Ricandidatura a Palazzo Moroni
Si ricandida alle successive elezioni amministrative, come aveva annunciato subito dopo essere stato sfiduciato, appoggiato da una coalizione di centro-destra formata da: Lega Nord, Forza Italia (che dopo la caduta di Bitonci ha espulso dal partito i consiglieri ribelli e ricostituito l'unità), Fratelli d'Italia, Direzione Italia e le liste civiche "Bitonci Sindaco", "Prima Padova", "Veneto Libertà" e "Movimento del Buonsenso". Bitonci conduce la campagna elettorale come ha condotto il suo mandato: con toni molto duri e sui temi più importanti per la Lega Nord contro l'immigrazione, l'accoglienza dei migranti e chi se ne occupa.
Al primo turno ottiene il 40,26% dei voti, accedendo al ballottaggio contro il candidato del centro-sinistra, l'imprenditore Sergio Giordani, fermo al 29,21% dei voti. Tuttavia, al ballottaggio risulta sconfitto dal candidato di centro-sinistra Giordani, che ottiene il 51,84% contro il 48,16% di Bitonci con una rimonta maturata grazie all'accordo formale con il candidato arrivato terzo al primo turno Arturo Lorenzoni. Viene comunque eletto consigliere comunale di Padova.

### Ritorno alla Camera e Sottosegretario di Stato

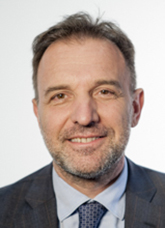
Bitonci rieletto alla Camera nel 2018.

Alle elezioni politiche del 2018 viene ricandidato alla Camera e rieletto nelle liste della Lega per Salvini Premier da capolista nel collegio plurinominale Veneto 2 - 01. Nella XVIII legislatura è stato componente delle Commissioni Difesa, Finanze e Bilancio, tesoro e programmazione, oltre che membro della Commissione speciale per l'esame degli atti urgenti presentati dal Governo e della Commissione parlamentare d'inchiesta sul Sistema Bancario e Finanziario.
In seguito alla nascita del primo governo Conte sull'accordo di governo tra la Lega e il Movimento 5 Stelle, il 13 giugno 2018 è stato nominato dal Consiglio dei ministri sottosegretario di Stato al Ministero dell'economia e delle finanze, carica che ha mantenuto fino alla fine del governo il 5 settembre 2019. Da sottosegretario si è occupato della cosiddetta "Pace fiscale", un condono simile al cosiddetto "condono tombale" fatto dal Ministro dell'economia e delle finanze Giulio Tremonti nel 2002.
All'interno della Lega per Salvini Premier, si colloca tra i parlamentari più in linea con Giancarlo Giorgetti che con il segretario federale Matteo Salvini.
Alle elezioni politiche anticipate del 2022 viene ricandidato alla Camera nel collegio uninominale Veneto 2 - 02 (Selvazzano Dentro), sostenuto dalla coalizione di centro-destra in quota Lega, dove venne rieletto deputato con il 59,13% dei voti e superando la principale candidata del centro-sinistra, in quota Partito Democratico, Katia Maccarrone (20,92%).
Con la vittoria del centro-destra alle politiche del 2022 e la seguente nascita del governo presieduto da Giorgia Meloni, il 31 ottobre 2022 viene indicato dal Consiglio dei Ministri come sottosegretario di Stato al Ministero dello sviluppo economico nel governo Meloni appena rinominato "Ministero delle imprese e del made in Italy", entrando in carica dal 2 novembre e affiancando il ministro Adolfo Urso.